# ムラオミノル
ムラオ ミノルは、日本の漫画家、アニメーター。

## 人物
GONZO出身。2003-2004年頃に漫画家へ転向し、主にアスキー・メディアワークス系雑誌を中心に漫画を連載している。2014年現在、主にぴえろにてアニメーターとしての活動も継続して行っている。

## 主な作品

### 連載
- 爆裂天使（電撃コミックガオ!）
- KNIGHTS（電撃コミックガオ!2006年5月号 - 2008年4月号）
- ワールド・デストラクション（電撃マ王）
- ラストエグザイル 砂時計の旅人（ニュータイプエース）[1]
- すも、かの

## アニメーターとしての作品

### テレビアニメ
- FF：U 〜ファイナルファンタジー:アンリミテッド〜（作画監督）
- LAST EXILE（アニメーションキャラクターデザイン[2]、作画監督）
- スーパーミルクちゃん（サブデザイン）
- BLEACH（絵コンテ、原画、第二原画、死神図鑑絵コンテ・原画）
- 学園戦記ムリョウ（原画）
- ガッチャマン クラウズ（作画監督、原画、OP第二原画）
- NARUTO -ナルト- 疾風伝（原画、第二原画）
- ガイストクラッシャー（原画）
- 凪のあすから（原画）
- ディバインゲート（OP作画監督）
- ジョジョの奇妙な冒険 ダイヤモンドは砕けない（作画監督）
- 91Days（作画監督）
- キングダム（作画監督）
- 烏は主を選ばない（作画監督）

### OVA
- 河原崎家の一族2（キャラクターデザイン）

### ゲーム
- 妖幻天女（原画）